# 홍익태
홍익태( , 1960년  ~ , 전북 부안)은 대한민국의 공무원이다.

## 학력
- 동국대학교 경찰행정학과 학사

## 경력
- 2002.08 ~ 2005.06 : 주태국 한국대사관 영사 겸 경찰 주재관 (총경)
- 2005.07 ~ 2007.01 : 서울 노원경찰서장 (총경)
- 2007.01 ~ 2008.03 : 서울지방경찰청 외사과장 (총경)
- 2008.03 ~ 2009.03 : 서울지방경찰청 경무과장 (총경)
- 2009.03 ~ 2010.12 : 인천지방경찰청 차장 (경무관)
- 2010.12 ~ 2011.11 : 경찰청 교통관리관 (경무관)
- 2011.11 ~ 2012.10 : 경찰청 생활안전국장 (치안감)
- 2012.10 ~ 2013.12 : 제25대 전북지방경찰청 청장 (치안감)
- 2013.12 ~ 2014.08 : 경찰청 경무인사기획관 (치안감)
- 2014.08 ~ 2014.11 : 제30대 경찰청 차장 (치안정감)
- 2014.11 ~ 2017.07 : 제1대 해양경비안전본부장 (치안총감)
- 흥국생명 사외이사